# 長江7號

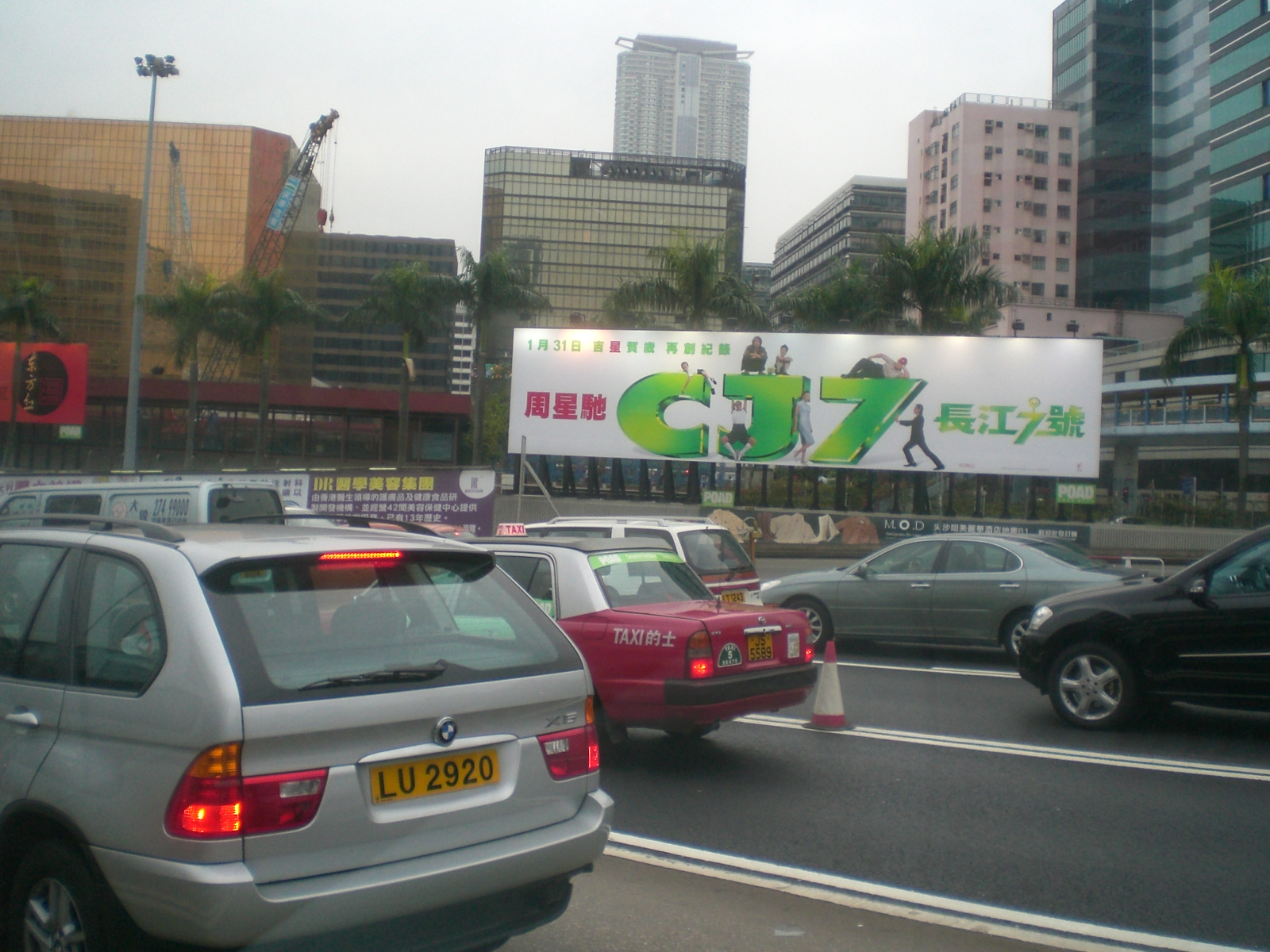
2008年1月31日於香港上映

《長江7號》（英語：CJ7）是一部於2008年上映的喜剧電影，由周星馳擁有的星輝海外有限公司出品，周星馳目前最後一部自編自導自演的電影。電影於2006年在宁波市開機拍攝，原本預計在2007年6月25日在中国大陆上映，但星輝公司發言人魏達深稱因後期製作與修改需時之關係，最終定於2008年1月31日上映，中國大陸以外地區則由哥倫比亞影業發行。
《長江7號》香港票房5100萬港元，位列香港影史華語片票房第7名，也是周星馳自己的影片中票房第3高（僅次於《功夫》和《少林足球》）。《長江7號》在中國大陸的票房更是突破2億人民幣大關，使他成为中國兩億導演俱樂部成员，雖然在票房上取得了空前的成功，但在觀眾評價方面卻十分的兩極。另一方面該片也反映了中國改革开放後的貧富差距。《長江7號》在马来西亚不但以370萬美元票房成為2008年年度冠軍，而且打破了馬來西亞影史票房紀錄。       
《長江7號》投資2000萬美元，最終獲得全球票房5400萬美元。因為本片幾乎全部採用新人演員，且大多數為小朋友，所以當時港台媒體普遍報導周星馳片酬為1億港元。但是，周星馳很早之前就已經身為出品人（即版權所有者），所以片酬對於周星馳來說沒有實際意義。《長江7號》亦是周星馳目前最後一部親自主演的作品。
2010年將長江七號的電影製作成動畫，片名《長江七號愛地球》。

## 劇情
周鐵在一個建築工地當臨時工，以微薄的收入供兒子周小迪念當地的一所貴族學校。由於小迪家境貧寒，他經常受到同學們的嘲笑和欺負，然而他謹記父親的教誨，不卑不亢。還時常幫助學校中的弱勢群體，也由此得到了一位體型巨大的女同學美嬌的好感。小迪看見同學的先進玩具「長江一號」，自己也愛不釋手，逼迫父親購買。周鐵雖當面拒絕，卻覺得心中有愧。在他外出為兒子撿一雙運動鞋時，無意間撿到了外星船遺留在地球上的類似橡皮球的智能生物。周鐵將橡皮球帶回家，起初小迪對之十分恐懼，在親眼目睹橡皮球變成一隻活蹦亂跳的狗後，對它產生好感，並將他命名為「長江七號」，暱稱為「七仔」。當晚，小迪夢見他帶著長江七號去學校，用它所提供的各種先進設備考試考一百分，參加各種體育運動均破記錄。夢醒之後，當他真的帶著七仔去學校後才發現，七仔什麼都不會，反而噴了他一身狗屎，讓他出盡洋相。為了博得父親高興，小迪將0分試卷改成100分。周鐵卻信以為真，在工地上四處誇耀。然而包工頭的一句「作弊」引發二人衝突。周鐵拿著試卷找小迪對質，小迪卻表現出對父親十分反感。周鐵回到工地，意外得到包工頭的諒解。不料，周鐵卻在高空作業時因工安意外墜樓身亡。當晚，小迪痛哭之後，堅信父親會在第二天早晨出現。此時，七仔也在停屍間用自己的超能力使周鐵復活。早晨，小迪看見復活的父親，激動地留下悔恨的淚水，而七仔卻因為能量耗盡，變回原型（毛公仔）。周鐵和小迪嘗試用各種充電方法令七仔復活，但都失敗。當一切都歸於平靜之後，外星飛船再次出現，並出現一大群各種顏色的「七仔」。

## 细节
- 电影命名为“长江7号”，影片的灵感来自于周星驰儿时心爱的玩具长江一号[2] 和周星驰“两次看到过UFO”的经历[3]。
- 小狄做梦，捣乱学校的部分模仿了《功夫》，其背景音乐也改编自《功夫》。
- 小狄与其他几位同学逗七仔，让七仔做出各种表情模仿自《喜劇之王》。

## 演員表
| 演員   | 角色                                                                                                   |
| 周星馳 | 周鐵，周小迪的父親（港版譯為周小狄）（國語配音：石班瑜）                                               |
| 徐嬌   | 周小迪（港版譯為周小狄，演員女扮男裝），在本片與七仔的戲份圍繞甚多（粤語配音：王樹熹）                 |
| 張雨綺 | 袁老師（粤語配音：何璐怡）                                                                             |
| 林子聰 | 工地老闆，周鐵同鄉                                                                                     |
| 馮勉恆 | 體育老師                                                                                               |
| 黃蕾   | 陳俊生（蛋塔頭，演員女扮男裝）                                                                         |
| 李尚正 | 曹主任                                                                                                 |
| 姚文雪 | 暴龍（女扮男裝）                                                                                       |
| 韓永華 | 美嬌（男扮女裝）                                                                                       |
| 動畫   | 七仔，智能生物，有超能力。一次在周小迪和周鐵不知情下使用超能力維修了風扇，後為救周鐵耗盡能力變回原型。 |

## 音樂
| 曲別   | 歌名      | 演唱                    |
| ------ | --------- | ----------------------- |
| 片頭曲 | 《七仔》  | S.H.E（粵語版和國語版） |
| 片尾曲 | 《Sunny》 | Boney M                 |

## 各地電影分級制度
| 電影分級制度 |      |
| 國家／地區   | 級別 |
| 香港         | IIA  |
| 澳門         | B    |
| 台灣         | 普   |
| 新加坡       | PG   |
| 馬來西亞     | U    |

## 獎項
| 頒獎典禮                        | 獎項             | 名單                   | 結果 |
| ------------------------------- | ---------------- | ---------------------- | ---- |
| 第45屆金馬獎                    | 最佳視覺效果     | 黃宏顯、黃宏達、羅偉豪 | 提名 |
| 第3屆亞洲電影大獎               | 最佳新演員       | 徐嬌                   | 提名 |
| 第28屆香港電影金像獎            | 最佳電影         | 長江7號                | 提名 |
| 第28屆香港電影金像獎            | 最佳男配角       | 周星馳                 | 提名 |
| 第28屆香港電影金像獎            | 最佳新演員       | 徐嬌                   | 獲獎 |
| 第28屆香港電影金像獎            | 最佳視覺效果     | 黃宏顯、黃宏達、羅偉豪 | 提名 |
| 香港電影導演會年度大獎（第4屆） | 年度新晋演员(金) | 徐嬌                   | 獲獎 |
| 华语电影传媒大奖（第9屆）       | 最佳新演員       | 徐嬌                   | 提名 |
| 優質華語電影大獎（第1屆）       | 最佳女新人       | 徐嬌                   | 獲獎 |

## 外部連結
官方
- .   [2007-12-16]. （原始内容存档于2007-12-16）.
- 新浪網中國官方網站 - 長江7號 （页面存档备份，存于）
- 網易官方網站 - 長江7號 （页面存档备份，存于）

影劇資料庫
- 香港影庫上《長江7號》的資料（繁體中文）
- Yahoo奇摩電影上《長江7號》的資料（繁體中文）
- MSN娛樂上《長江7號》的資料（繁體中文）

- 開眼電影網上《長江7號》的資料（繁體中文）
- 豆瓣电影上《長江7號》的資料 （简体中文）
- 时光网上《長江7號》的資料（简体中文）
- AllMovie上《長江7號》的资料（英文）
- 爛番茄上《長江7號》的資料（英文）
- 互联网电影数据库（IMDb）上《長江7號》的资料（英文）